# Labrorostratus jonicus
Labrorostratus jonicus är en ringmaskart som beskrevs av Tenerelli 1961. Labrorostratus jonicus ingår i släktet Labrorostratus och familjen Oenonidae. Arten har ej påträffats i Sverige. Inga underarter finns listade i Catalogue of Life.